# Mount Ayr (Iowa)
Mount Ayr település az Amerikai Egyesült Államok Iowa államában, Ringgold megyében, melynek megyeszékhelye is. Lakosainak száma 1623 fő (2020. április 1.).

## Népesség
A település népességének változása:

| 2010 | 1 691 |
| 2020 | 1 623 |